# Afropteryx
Afropteryx é um gênero de traça pertencente à família Arctiidae.